# Les Merluchons
Les Merluchons, ou Après deux cents ans est une comédie-vaudeville en un acte de Narcisse Fournier, Emmanuel Théaulon et Stéphen Arnoult. La pièce a été créée le 4 mai 1840 à Paris, au théâtre du Gymnase-Dramatique.

## Résumé
Deux cents ans après la mort de messire de la Ratinière, un notaire de Brive-la-Gaillarde est chargé d'exécuter son testament. Quatre personnes de toutes conditions se présentent pour assister à l'ouverture du testament, ainsi qu'un comédien raté, présent par hasard. En réalité, le nom de la Ratinière est Merluchon et les quatre personnes de l'assistance sont ainsi toutes des Merluchon, même si un seul d'entre eux porte ce nom. La condition pour toucher l'héritage est de mettre les vêtements que messire de la Ratinière portait dans son premier métier de savetier et avec lesquels il a commencé à faire fortune. Ensuite la personne qui aura mis ses habits devra se promener en public pendant une heure. Tous refusent sauf le comédien qui n'a pas écouté la lecture du testament, préoccupé par d'autres considérations. Il enfile le vieux costume afin de pouvoir interpréter au pied-levé un rôle dans une pièce jouée au théâtre municipal. Étant également un descendant de messire de la Ratinière, il hérite ainsi de la fortune de son aïeul.

## Le merluchon
Le nom de cette famille fait référence au « merluchon », terme dérivé du nom du poisson d'eau de mer le merlu. Le merluchon est en fait un petit merlu, beaucoup trop petit que pour être consommé. Un des héritiers, un vicomte, a toujours caché à son épouse que Merluchon faisait partie de son patronyme. Apprenant cela, sa femme s'en offusque, trouvant ce nom vulgaire.

## Les personnages
- M. Dupré, notaire
- Émile, son premier clerc
- Le vicomte de la Ratiniére
- La vicomtesse de la Ratiniére
- Desroches, écrivain
- Merluchon, industriel
- Saint-Félix, comédien
- Juliette, sa fille
- Mme de Cornet, marchande de tabac
- Le petit clerc
- Un clerc[2]

Pour la première, le rôle de l'ancien acteur Saint-Félix a été joué par Hugues Bouffé.

## Les Merluchonen Russie
L'année après sa création en France, cette pièce a été traduite en russe par Piotr Karatyguin, un acteur dramatique russe de la troupe impériale de Pétersbourg. Cependant, il a modifié le nom de la pièce en Freak-mort, ou Une boîte mystérieuse. De même la durée de deux cents ans a été réduite à une centaine d'années. Mais en général, l'histoire est préservée.
La première de cette pièce russe a été jouée le 10 septembre 1841 à Saint-Pétersbourg. Le rôle du vieil acteur Saint-Félix a été joué par Petr Karatyguin lui-même.
Le 23 janvier 1842 cette farce a été montée à Moscou au Théâtre Bolchoï.
Et, après 150 ans, ce vaudeville a été rejoué en Russie par plusieurs troupes théâtrales, dont celle du Théâtre Maly de Moscou en 2003.